# Pilosella dichotoma
Pilosella dichotoma là một loài thực vật có hoa trong họ Cúc. Loài này được Soják miêu tả khoa học đầu tiên năm 1982.